# Deux Mamelles

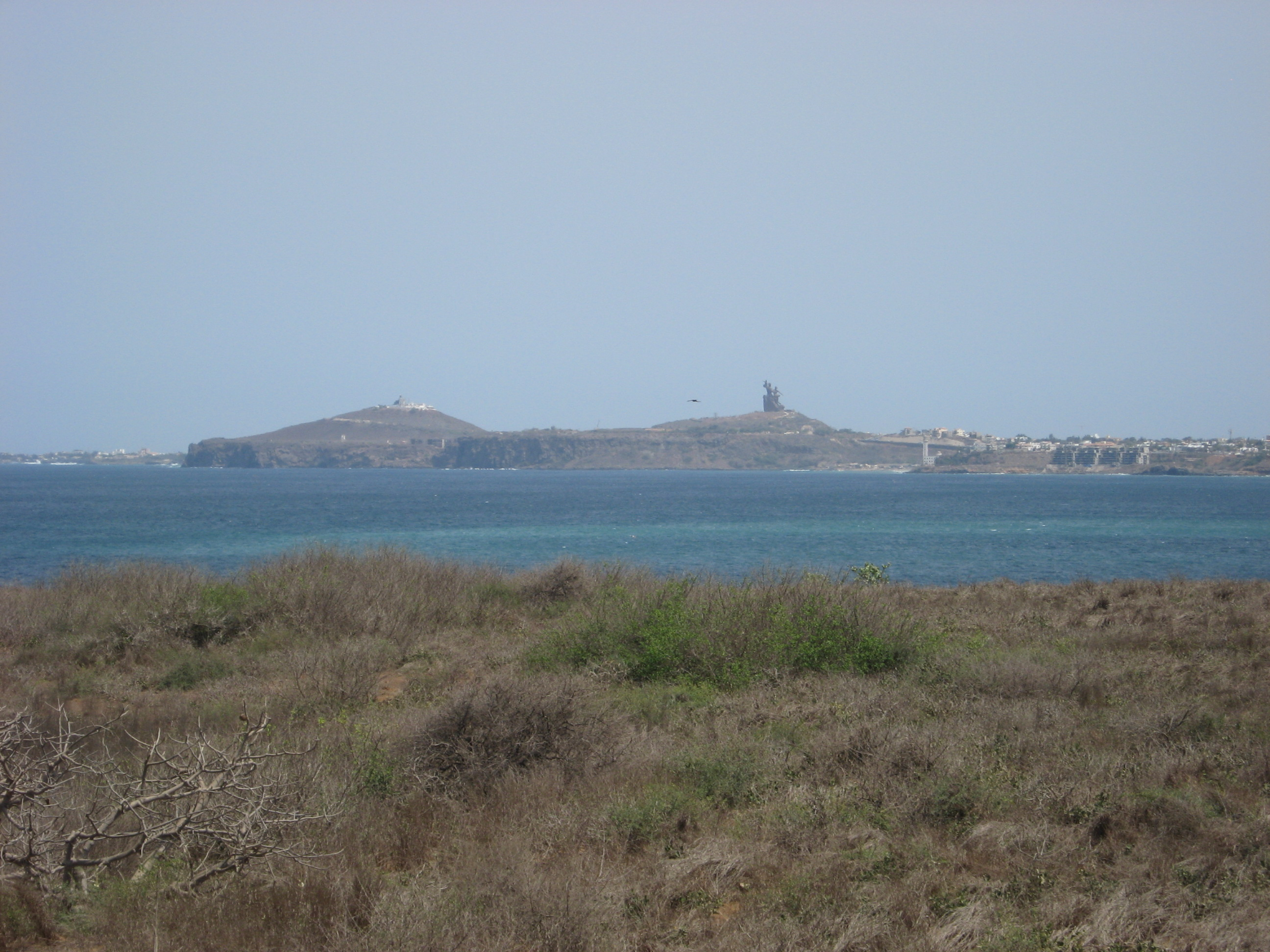
Zicht op Les Mamelles vanaf het Îles de la Madeleine

Deux Mamelles, Collines des Mamelles, of eenvoudig Mamelles zijn twee heuvels in Ouakam, een voorstad van Dakar, op het Kaapverdische schiereiland in Senegal.
De heuvels zijn van vulkanische oorsprong en ze zijn de overblijfselen van een plateau uit het vroege Kwartair. De hoogste heuvel is slechts 105 meter hoog, maar door de vlakke omgeving springen ze in het oog. De naam van deze heuvels komt van de Franse woord “mamelle”, een informele naam voor borst.
Op de heuvel aan de zee staat een vuurtoren, de Phare des Mamelles, terwijl op de andere heuvel het Monument voor de Afrikaanse Wedergeboorte werd opgericht en onthuld in 2010.